# تئوفیلاکت یکم
تئوفیلاکت یکم (انگلیسی: Theophylact I) (زاده پیش از ۸۶۴ - مرگ ۹۲۴/۹۲۵ میلادی) یکی از کنت‌های توسکولوم در سده‌های میانه بود که از سال ۹۰۵ تا زمان مرگش در ۹۲۴ عملاً فرمانروای رم به‌شمار می‌آمد. نوادگان او برای صد سال کنترل انتخاب پاپها را در دست خود داشتند.
در بخشی بزرگ از سده دهم میلادی، مقام پاپ در خانواده سناتور تئوفیلاکت سرمایه سالار رم و فرزندان دخترش- بانو ماروتزیا- موروثی گشت؛ این خانواده، از خوشنامی، بهرهای اندک داشت؛ بانو ماروتزیا، یکی از دوستان خود را، با نام سرگیوس دوم، برای ۷ سال (۹۱۱-۹۰۴م) در جایگاه پاپی نشاند؛ سپستر، بانو فرزند خود از همان دوست را با نام ژان یازدهم برای ۵ سال (۹۳۶-۹۳۱م) مقام پاپی داد؛ نوه بانو، هم با نام ژان دوازدهم، در شانزده سالگی برای ۹ سال (۹۶۴-۹۵۵م) بر تخت پاپی نشست. این جوان آبروریزیهای بسیار به بار آورد.